# آدینازولام
آدینازولام(به انگلیسی: Adinazolam) (که با نام تجاری Deracyn به بازار عرضه می شود) یک آرام‌بخش از کلاس تری‌آزولوبنزودیازپین (TBZD) است که گونه ای از بنزودیازپین‌ها (BZD) هستند که یک حلقه تریازول به آن متصل شده است. این ماده دارای خواص ضد اضطراب، ضد تشنج، آرام بخش و ضد افسردگی است. آدینازولام توسط دکتر جکسون بی. هستر، که به دنبال افزایش خواص ضد افسردگی آلپرازولام بود، توسعه یافته است. آدینازولام هرگز مورد تایید FDA نبوده و هرگز در بازار عمومی عرضه نشده است، با این حال به عنوان دیزاینر دراگ فروخته شده است.